# Melchior de Escuda Aybar
Melchior de Escuda Aybar (1631 – 26 de março de 1679) foi um prelado católico romano que serviu como Bispo Auxiliar de Sevilha (1671-1679).

## Biografia
Melchior de Escuda Aybar nasceu em Sevilha, Espanha. No dia 24 de agosto de 1671, foi nomeado durante o papado de Clemente X como Bispo Auxiliar de Sevilha e Bispo Titular de Útica. Em 1671, foi consagrado bispo por Ambrosio Ignacio Spínola y Guzmán, arcebispo de Sevilha, com Alfonso Vázquez de Toledo, bispo de Cádiz, e James Lynch, arcebispo de Tuam, servindo como co-consagradores. Aybar serviu como Bispo Auxiliar de Sevilha até à sua morte a 26 de março de 1679.
Enquanto bispo, foi o principal co-consagrador de Alonso Antonio de San Martín, Bispo de Oviedo (1676).